# Llanito
Se denomina llanito (o yanito) a una variedad lingüística utilizada comúnmente por los habitantes de Gibraltar. Consiste principalmente en una mezcla del inglés y el español comparable con el espanglish, que mezcla el inglés británico y el dialecto andaluz. El llanito también tiene más de 500 términos léxicos procedentes del genovés, el hebreo, el árabe, el portugués y el maltés.

## Nombre
El origen del término es incierto. Hay quienes se inclinan a pensar que viene del nombre propio "John" (cariñosamente "Johnny"), muy común en la lengua inglesa, o bien a los muchos "Giovanni" (cariñosamente "Gianni") de la nutrida colonia genovesa que habitaba el territorio, o bien a una denominación en tono jocoso o irónico por parte de la población andaluza de la zona que rodea el Campo de Gibraltar, aludiendo precisamente a lo poco llano o escabroso del terreno del Peñón.
El término corto Llanis también es utilizado por la población de Gibraltar, donde se puede escuchar en todo el territorio y con orgullo en canciones durante el Día Nacional de Gibraltar. Llanito también un gentilicio cariñoso para los habitantes del territorio antes mencionado.

## Características
Para algunas personas que solo hablan inglés o español, el llanito puede parecer incomprensible, ya que los hablantes parecen cambiar de idioma a media frase, aunque las personas que son bilingües de ambos idiomas, puede sonar interesante y único. Una de las características de la lengua es la pronunciación de palabras en inglés con tono andaluz.
Por ejemplo, bacon (tocino) es beki; cake (pastel), keki; battery (batería), batteria; a un policía se le conoce como la parma, y a las gachas se les llama kuecaro (una hispanización de la marca Quaker Oats). La mayoría de los gibraltareños, especialmente aquellos con educación superior, también hablan español, ya sea con la pronunciación propia de las hablas andaluzas o la variante normalizada peninsular. En el caso del inglés también se hablan las variedades gibraltareña y británica.

## Fonología
- Yeísmo: Existe una falta de distinción entre los sonidos /ʎ/ (representado por "ll") y /ʝ/ (representado por "y" o "ll" en algunas regiones). Ambos sonidos se pronuncian de manera similar.

- Neutralización de /r/ y /l/: Los hablantes de llanito tienden a neutralizar la diferencia entre los sonidos /r/ y /l/, lo que significa que ambos sonidos pueden pronunciarse de manera similar o intercambiarse en determinadas posiciones.

- Aspiración de /s/: El fonema /s/ al final de sílabas o palabras puede ser aspirado o incluso desaparecer, especialmente en el habla rápida. Esto se conoce como elisión de /s/.

- Aspiración de /p/, /t/ y /k/: Los sonidos /p/, /t/ y /k/ pueden ser más aspirados o "explosivos" que en otras variedades del español, debido a la influencia del inglés.

- Influencia del inglés: La pronunciación del llanito está influenciada por el inglés, tanto en la entonación como en la adopción de algunos sonidos y patrones de habla. Esto incluye una mayor aspiración de ciertos sonidos y cambios en la entonación y el ritmo del habla.

- Acento: El acento en el llanito generalmente sigue las reglas generales de acentuación del español estándar. Las palabras se acentúan en la penúltima sílaba si terminan en vocal, n, s o en una consonante que no sea n o s. Si una palabra no sigue estas reglas, se utiliza un acento gráfico para indicar la sílaba tónica. Algunas características del acento del llanito pueden influir en la entonación y el ritmo del habla. La influencia del inglés puede llevar a un ritmo más rápido y una entonación ligeramente diferente en comparación con otras variedades del español.

## Gramática
- Uso de "queísmo" y "dequeísmo": Se observa el uso de "que" en lugar de "de que" o "del que", así como el uso de "de que" o "del que" en lugar de "que".

- Sustitución del pretérito perfecto compuesto por el pretérito perfecto simple: En lugar de decir "he hablado", se dice "hablé"; "has comido" se dice "comiste", etc.

- Uso del futuro simple en lugar del futuro compuesto: Se utiliza "voy a hablar" en lugar de "voy a haber hablado", "vas a comer" en lugar de "vas a haber comido", etc.

- Empleo de "ustedes" como pronombre de segunda persona del plural: en el llanito, se utiliza "ustedes" como pronombre de segunda persona del plural, conjugando los verbos de acuerdo con las formas verbales del vosotros. Por ejemplo, se dice "ustedes habláis" en lugar de "ustedes hablan".

- Uso de diminutivos: se utiliza con frecuencia el diminutivo "-ito" o "-ita" para expresar tamaño, cariño o afecto. Por ejemplo, "casita" en lugar de "casa", "perrito" en lugar de "perro", etc.

- Uso de "se" como pronombre reflexivo: En ocasiones, se emplea "se" en lugar de "te" como pronombre reflexivo de segunda persona singular. Por ejemplo, "se levanta" en lugar de "te levantas".

- Uso de expresiones coloquiales y localismos: el llanito tiene una serie de expresiones coloquiales y localismos propios de la región que no se encuentran en el español estándar.

## Ejemplos
Llanito: Hombre, I'm tellin you ke no puedê...

Español: Hombre, te digo yo que no puedes...

Inglés: Man, I'm telling you (that) you can't...

Llanito: No puedo coçêh la gallina porque la tengo frozen...

Español: No puedo cocer la gallina porque la tengo congelada...

Inglés: I can't cook the chicken because it's frozen...

Llanito: Ayêh tome lanch dêppuêh de la demontrasion...
 
Español: Ayer almorcé después de la manifestación...

Inglés: Yesterday I had lunch after the demonstration...

Llanito: Hay un call pa ti.

Español: Hay una llamada para ti.

Inglés: There's a call for you.

Llanito: Si, pero at thi en of thi dey...

Español: Sí, pero a fin de cuentas...

Inglés: Yes, but at the end of the day...

Llanito: Te llamo p'atrá enywey

Español: Te devolveré la llamada de todas maneras

Inglés: I’ll call you back anyway

Llanito: Que piha!...

Español: ¡Qué suerte!...

Inglés: How lucky!...

## Radiodifusión
La Gibraltar Broadcasting Corporation (GBC) ha emitido varios programas en llanito, incluyendo Talk About Town – una serie de discusión en el que tres presentadoras discuten los asuntos locales, desde la necesidad de reemplazar una placa de la calle, hasta los asuntos políticos importantes.
Pepe's Pot fue un programa de cocina en el que también se hablaba llanito.[cita requerida]

## Películas y documentales
Un documental, titulado People of the Rock: The Llanitos of Gibraltar (2011) habla acerca de las características del llanito, su historia y su cultura. Notables entrevistas incluyen a Pepe Palmero (del programa de cocina de GBC, Pepe's Pot), a Kaiane Aldorino (Miss Mundo 2009) y a Tito Vallejo (autor de The Llanito Dictionary).